# Eric West
Eric West, nato Eric Rosa (New York, 18 maggio 1983), è un cantante e modello statunitense.

## Carriera
Debutta nel mondo della televisione nel 1996, anno in cui pubblica anche il singolo End of the World, ma ottiene popolarità soltanto negli anni 2000, sfilando per diversi stilisti in Europa, ed in particolar modo per la lines di abbigliamento italiana Energie. Come modello, West diventa sufficientemente celebre da permettergli di partecipare a varie trasmissioni televisive come CNN People In The News, MuchMusic, MTV, e The Oprah Winfrey Show.
Nel 2002 viene pubblicato il singolo Can You Help Me? che ottiene un notevole successo in Australia dove si classifica alla sesta posizione dei singoli più venduti. Nel 2005 partecipa al film Lords of Dogtown.
Dal 2007 Eric West ha collaborato con il cantante Mario Barrett e con il finalista di The X Factor Daniel DeBourg. Nello stesso anno il sito Internet Movie Database ha nominato West come una delle più promettenti star di Hollywood.
Eric West ha collaborato all'album di debutto di David Hernandez, ex concorrente di American Idol.